# Suillia grandis
Suillia grandis är en tvåvingeart som först beskrevs av Meijere 1919.  Suillia grandis ingår i släktet Suillia och familjen myllflugor. Inga underarter finns listade i Catalogue of Life.